# Dãy núi Duyên hải California
Các dãy núi Duyên hải của California kéo dài 400 dặm (640 km) từ Del Norte hoặc quận Humboldt, California, về phía nam đến quận Santa Barbara. Ba dãy núi ven biển California khác là dãy núi Ngang, dãy núi Bán đảo và Dãy núi Klamath.
Về địa vật lý học, chúng là một phần của tỉnh Biên giới Thái Bình Dương lớn hơn, lần lượt là một phần của Hệ thống Núi Thái Bình Dương. UNESCO đã bao gồm "Khu dự trữ sinh quyển dãy núi Duyên hải California" trong Chương trình con người và sinh quyển của Mạng dự trữ sinh quyển thế giới từ năm 1983.